# Caol Ila
Caol Ila ([kʌl ˈiːlə]; шотл. гел. Chaol Ìle) — винокурня шотландського віскі поблизу Порт Аскаїга на острові Айла, Шотландія.

## Історія
Caol Ila походить від гельського Caol Ìle, назви протоки «Саунд оф Айлей» через розташування винокурні з видом на протоку між Айлей та Джурою. Заснована у 1846 році Гектором Хендерсоном. Винокурня не процвітала і змінила власника у 1854 році, коли Норман Б'юкенен, власник винокурні Jura, перейняв її у свою власність. У 1863 році бізнес придбала компанія Bulloch Lade & Co з Глазго, що спеціалізується на скупці винокурень. За даними перепису населення 1871 року, Данкан Джонстон у той час був керівником винокурні. Данкан був племінником Джона Джонстона з винокурні Lagavulin і двоюрідним братом Джонстона із винокурні Laphroaig, і тому сім'я була пов'язана із ще однією винокурнею на острові. До 1880-х років щороку винокурня виробляла понад 147.000 галонів (близько 556.455,5 літрів) віскі.
У 1920 році Bulloch Lade & Co було ліквідовано, і консорціум підприємців утворив компанію Caol Ila Distillery Company Ltd. У 1927 році компанія The Distillers Company придбала контрольний пакет акцій у Caol Ila, а в 1930 році шотландська компанія Malt Distillers Ltd отримала право власності на всі акції. Винокурня закривалася під час Другої світової війни, з 1942 по 1945 рік, через обмеження у воєнний час на постачання ячменю. Відтоді виробництво тривало до 1972 року, допоки не була знесена будівля винокурні. Потім була побудована більша винокурня, спроєктована Джорджем Леслі Дарджем в тому ж архітектурному стилі, що й багато інших його споруд, з великими панорамними вікнами і виробництво відновилося в 1974 році. Компанія врешті стала частиною компанії Diageo.

## Віскі
Caol Ila є одним з найсвітліших віскі «Айла», блідого кольору, з торф'яними, квітковими і перцевими нотками. Окрім того, що продається у вигляді односолодового віскі, воно широко використовується (близько 95 % обсягів виробництва) у купажах, таких як Johnnie Walker та Black Bottle. Починаючи з 1999 року, винокурня також виробляє «високогірний дух», тобто віскі з неочищеного ячменя.

## Нагороди
Різні продукти Caol Ila, як правило, високо оцінюються під час змагання смакових властивостей серед віскі. Зокрема, дванадцятирічне віскі отримало дві двічі золоті, три золоті та одну срібну медаль на конкурсі San Francisco World Spirits Competition у Сан-Франциско між 2005 та 2010 роками. Він також отримав вищий за середній бал 90-95 від журнал Wine Enthusiast у 2005 році. Віскі 18-ти та 25-річної витримки цієї винокурні хоч і не так часто оцінюються сторонніми агенціями, але також мають тенденцію до того, що отримувати високий бал.